# 香港美術專科學校

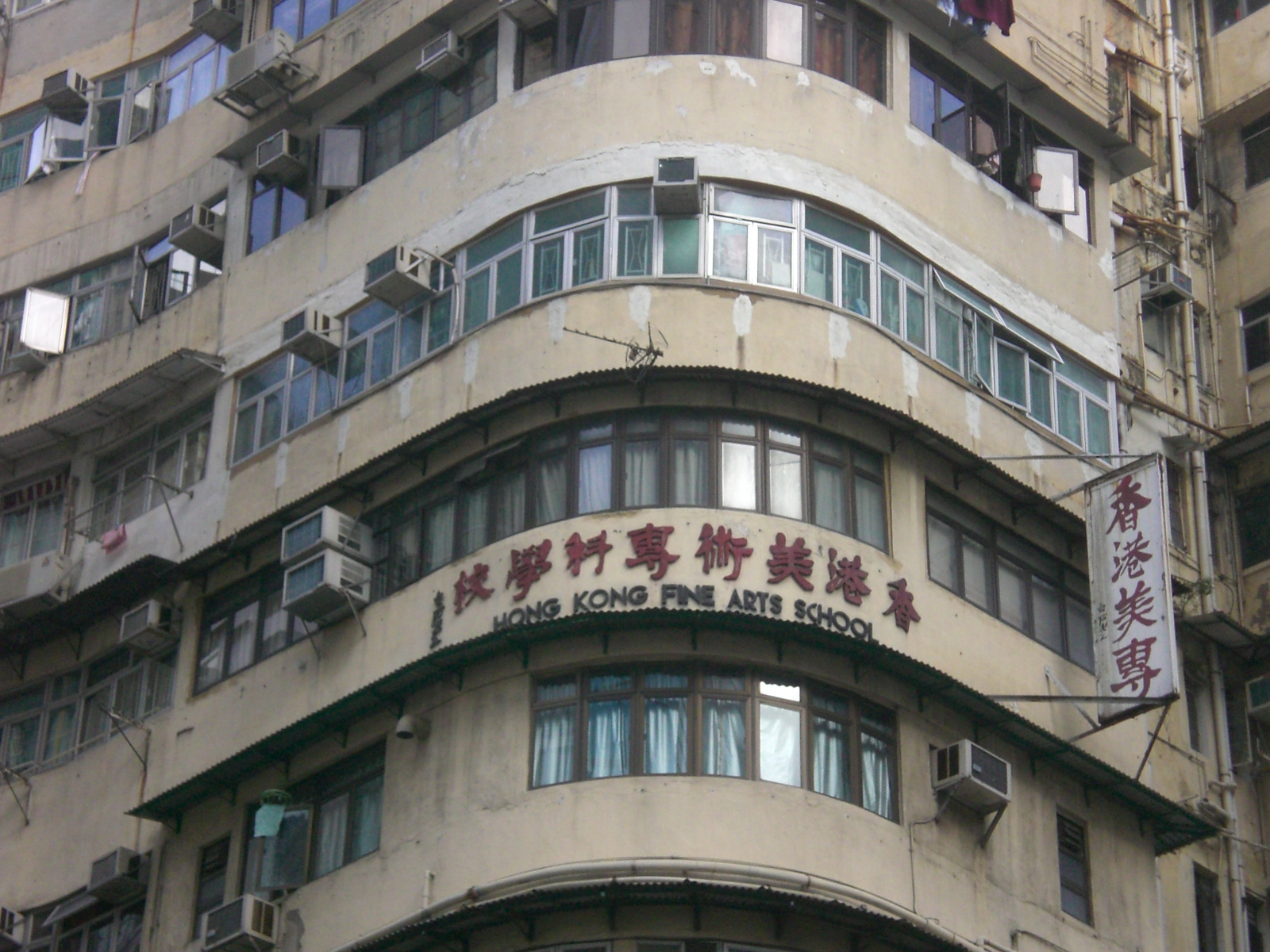
位於灣仔駱克道東成樓6樓的外牆題字

香港美術專科學校（英語：Hong Kong Academy of Fine Arts）成立於1952年，由創校校長陳海鷹教授創辦，陳海鷹師承中國油畫大師李鐵夫。經教育署准予立案的專科學校，成為香港第一間美術專科學校。校址位於油麻地彌敦道。
學校位處之建築外牆的校名題字是由齊白石所書寫。陳海鷹在北京跟齊白石交流會面，陳校長為齊白石即席畫了一幅人像油畫，齊白石極為滿意，罕有地為學校揮筆題字作為祝福，並成為了今日香港惟一一個由齊白石題字、以及齊白石人生惟一一個招牌書法墨寶。

## 外部連結
- 香港故事－百年樹人：美術少林寺 （页面存档备份，存于）